# Ambenay
Ambenay est une commune française située dans le département de l'Eure, en région Normandie.

## Géographie

### Localisation
Ambenay est une commune du Sud-Ouest du département de l'Eure. Elle appartient au pays d'Ouche, région naturelle qui se prolonge dans le département de l'Orne. Son territoire s'étend de part et d'autre de la vallée de la Risle, sur les plateaux environnants, entre Rugles, au sud, et la forêt de Breteuil, au nord-est. À vol d'oiseau, le bourg de la commune est à 11 km au nord-est de L'Aigle, à 30 km au sud-est de Bernay, à 37 km au sud-ouest d'Évreux et à 72 km au sud-ouest de Rouen.
| Les Bottereaux                           | Neaufles-Auvergny   | Les Baux-de-Breteuil |
| Les Bottereaux Saint-Antonin-de-Sommaire | Ambenay             | Les Baux-de-Breteuil |
|                                          | Rugles Bois-Arnault | Rugles               |

### Boisement
L'importante forêt des Baux-de-Breteuil recouvre une partie de la commune.

### Hydrographie
La commune est située dans le bassin Seine-Normandie. Elle est drainée par la Risle, le cours d'eau 01 de la commune de Sainte-Marguerite-de-l'Autel, le Sommaire, le cours d'eau 01 de la commune d'Ambenay, le fossé 01 de la commune de Bois-Arnault, le fossé 01 des Siaules, le fossé 01 du Gacel, la Risle et  et un autre petit cours d'eau.
La Risle, d'une longueur de 145 km, prend sa source dans la commune de Planches et se jette  dans la Seine à Berville-sur-Mer, après avoir traversé 52 communes.

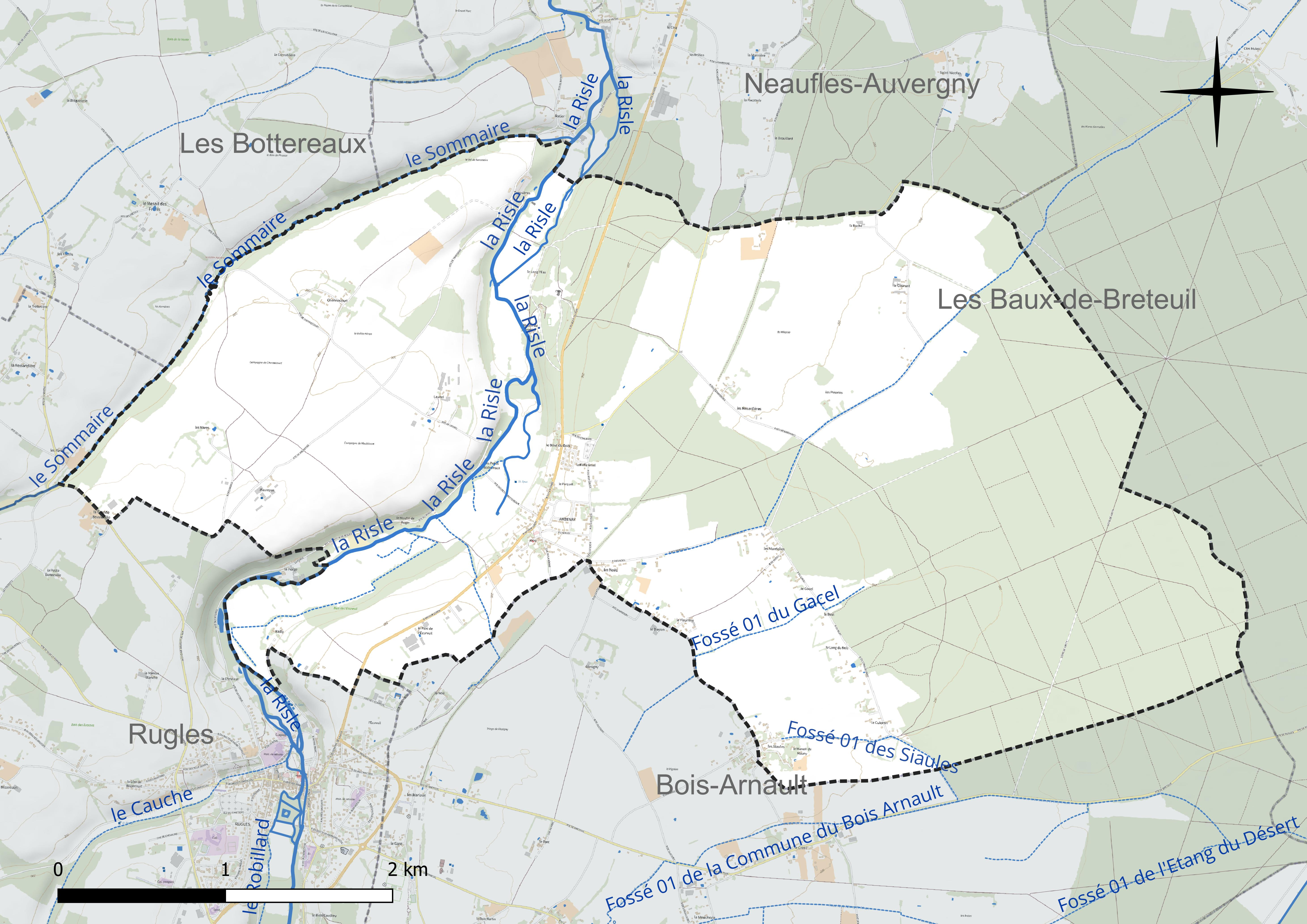
Réseau hydrographique d'Ambenay.

Le Sommaire, d'une longueur de 19 km, prend sa source dans la commune de Saint-Symphorien-des-Bruyères et se jette  dans la Risle à Neaufles-Auvergny, après avoir traversé sept communes.

### Climat
Pour des articles plus généraux, voir Climat de la Normandie et Climat de l'Eure.
En 2010, le climat de la commune est de type climat océanique dégradé des plaines du Centre et du Nord, selon une étude du CNRS s'appuyant sur une série de données couvrant la période 1971-2000. En 2020, Météo-France publie une typologie des climats de la France métropolitaine dans laquelle la commune est exposée à un climat océanique et est dans une zone de transition entre les régions climatiques « Sud-ouest du bassin Parisien » et « Normandie (Cotentin, Orne) ». Parallèlement le GIEC normand, un groupe régional d’experts sur le climat, différencie quant à lui, dans une étude de 2020, trois grands types de climats pour la région Normandie, nuancés à une échelle plus fine par les facteurs géographiques locaux. La commune est, selon ce zonage, exposée à un « climat des plateaux abrités », correspondant aux plaines agricoles de l’Eure, avec une pluviométrie beaucoup plus faible que dans la plaine de Caen en raison du double effet d’abri provoqué par les collines du Bocage normand et par celles qui s’étendent sur un axe du Pays d'Auge au Perche.
Pour la période 1971-2000, la température annuelle moyenne est de 10,1 °C, avec une amplitude thermique annuelle de 13,7 °C. Le cumul annuel moyen de précipitations est de 745 mm, avec 12,1 jours de précipitations en janvier et 8,4 jours en juillet. Pour la période 1991-2020, la température moyenne annuelle observée sur la station météorologique la plus proche, située sur la commune des Bottereaux à 6 km à vol d'oiseau, est de 10,8 °C et le cumul annuel moyen de précipitations est de 736,5 mm,. Pour l'avenir, les paramètres climatiques de la commune estimés pour 2050 selon différents scénarios d’émission de gaz à effet de serre sont consultables sur un site dédié publié par Météo-France en novembre 2022.

## Urbanisme

### Typologie
Au 1er janvier 2024, Ambenay est catégorisée commune rurale à habitat dispersé, selon la nouvelle grille communale de densité à 7 niveaux définie par l'Insee en 2022.
Elle est située hors unité urbaine et hors attraction des villes,.

### Occupation des sols
L'occupation des sols de la commune, telle qu'elle ressort de la base de données européenne d’occupation biophysique des sols Corine Land Cover (CLC), est marquée par l'importance des territoires agricoles (57,2 % en 2018), une proportion sensiblement équivalente à celle de 1990 (57,8 %). La répartition détaillée en 2018 est la suivante :
terres arables (42,9 %), forêts (39,9 %), prairies (14,3 %), zones urbanisées (2,2 %), milieux à végétation arbustive et/ou herbacée (0,6 %). L'évolution de l’occupation des sols de la commune et de ses infrastructures peut être observée sur les différentes représentations cartographiques du territoire : la carte de Cassini (XVIIIe siècle), la carte d'état-major (1820-1866) et les cartes ou photos aériennes de l'IGN pour la période actuelle (1950 à aujourd'hui).

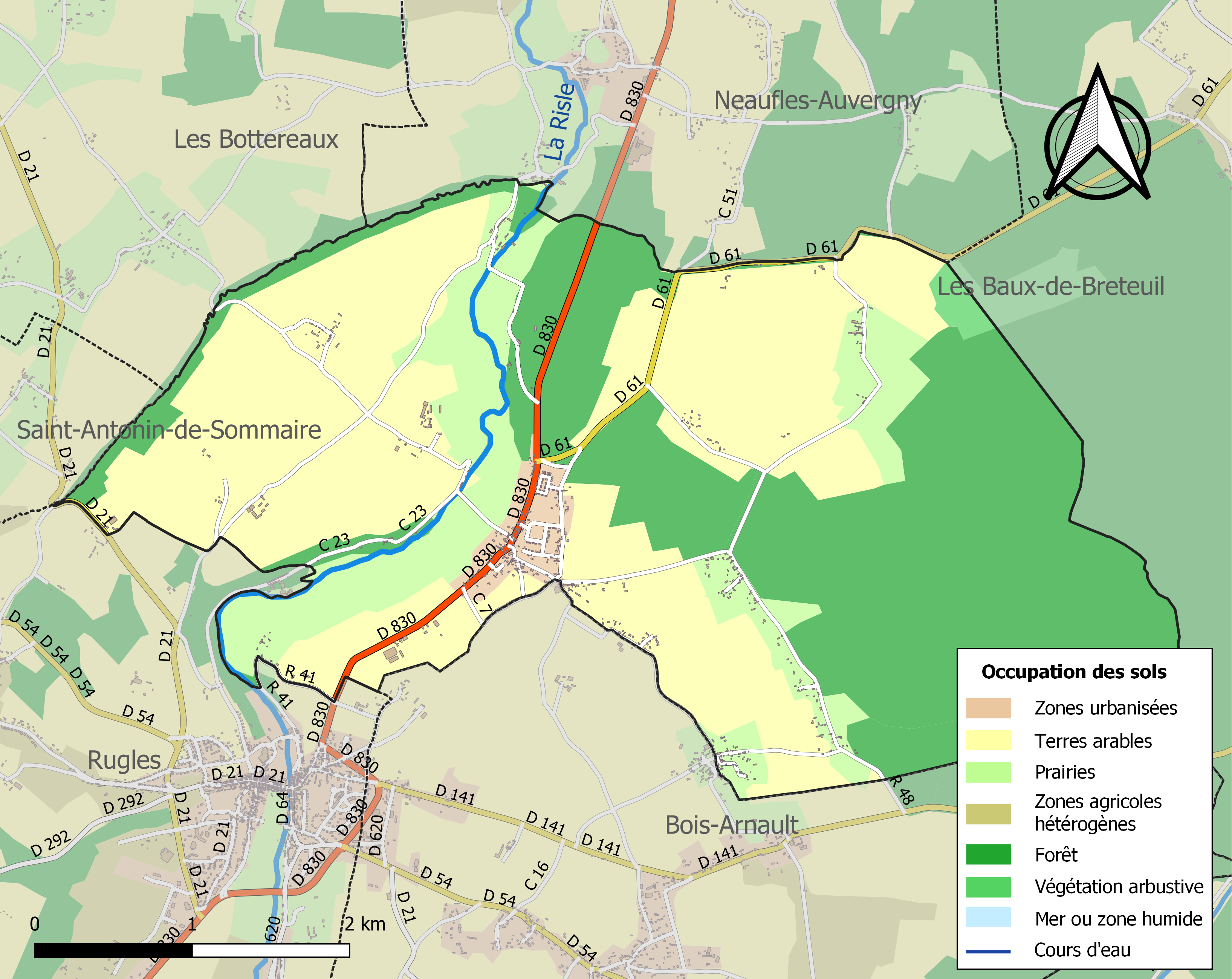
Carte des infrastructures et de l'occupation des sols de la commune en 2018 (CLC).

## Toponymie
Le nom de la localité est attesté sous les formes Ambenaii en 1191, Ambenayum en 1202, Ambenaium en 1217 dans une charte de Jean Erart.
Nom de lieu en -acum précédé du nom de personne germanique Ambinus, rapporté par Marie-Thérèse Morlet ou une formation gauloise *Andebonacum, basé sur le gaulois bona « fondation, ville » rencontré dans Juliobona en Seine-Maritime et l'élément Ande- (and-, ando-) préfixe intensif. Le sens général serait donc, dans ce dernier cas, celui de « grand village ».

## Histoire
L'histoire d'Ambenay fut marquée dès l'époque gallo-romaine (trésor de pièces d'or et vestiges d'une villa gallo-romaine).
Les moines de l'abbaye de Lyre s'installèrent au XIe siècle, attirant ainsi les premiers habitants.
Le village connut une grande prospérité vers 1820-1860 grâce à l'activité industrielle du fer dans la vallée de la Risle (fabrication d'épingles, de clous, etc.). Le bourg prit forme à cette époque attirant de nouveaux habitants et de nombreux commerçants.

## Politique et administration
| Période                                  | Période  | Identité       | Étiquette | Qualité |
| ---------------------------------------- | -------- | -------------- | --------- | ------- |
| Les données manquantes sont à compléter. |          |                |           |         |
| 2001                                     | En cours | Sylvie Cormier | DVD       | Cadre   |

## Démographie
L'évolution du nombre d'habitants est connue à travers les recensements de la population effectués dans la commune depuis 1793. Pour les communes de moins de 10 000 habitants, une enquête de recensement portant sur toute la population est réalisée tous les cinq ans, les populations de référence des années intermédiaires étant quant à elles estimées par interpolation ou extrapolation. Pour la commune, le premier recensement exhaustif entrant dans le cadre du nouveau dispositif a été réalisé en 2007.

En 2022, la commune comptait 551 habitants, en évolution de −3,5 % par rapport à 2016 (Eure : −0,25 %, France hors Mayotte : +2,11 %).
| 1793  | 1800 | 1806  | 1821 | 1831 | 1836 | 1841 | 1846 | 1851 |
| ----- | ---- | ----- | ---- | ---- | ---- | ---- | ---- | ---- |
| 1 052 | 935  | 1 047 | 899  | 902  | 963  | 934  | 974  | 966  |

| 1856 | 1861 | 1866 | 1872 | 1876 | 1881 | 1886 | 1891 | 1896 |
| ---- | ---- | ---- | ---- | ---- | ---- | ---- | ---- | ---- |
| 886  | 914  | 851  | 801  | 809  | 741  | 719  | 716  | 673  |

| 1901 | 1906 | 1911 | 1921 | 1926 | 1931 | 1936 | 1946 | 1954 |
| ---- | ---- | ---- | ---- | ---- | ---- | ---- | ---- | ---- |
| 688  | 661  | 728  | 666  | 645  | 587  | 527  | 584  | 540  |

| 1962 | 1968 | 1975 | 1982 | 1990 | 1999 | 2006 | 2007 | 2012 |
| ---- | ---- | ---- | ---- | ---- | ---- | ---- | ---- | ---- |
| 475  | 502  | 535  | 471  | 512  | 465  | 490  | 493  | 580  |

| 2017 | 2022 | - | - | - | - | - | - | - |
| ---- | ---- | - | - | - | - | - | - | - |
| 566  | 551  | - | - | - | - | - | - | - |

## Culture locale et patrimoine

### Lieux et monuments
La commune de Ambenay compte deux édifices inscrits et classés au titre des monuments historiques :
- l'église Saint-Martin (XVe)  Inscrit MH (1926)[35] ;
- le dolmen dit de Rugles datant du Néolithique au lieu-dit Près-de-Roger-la-Forge  Classé MH (1900)[36].

L'église Saint-Martin
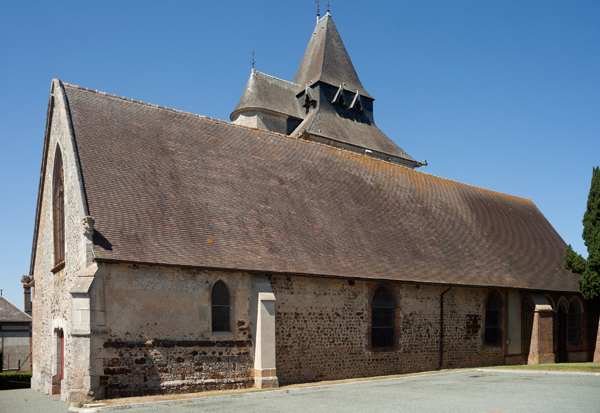
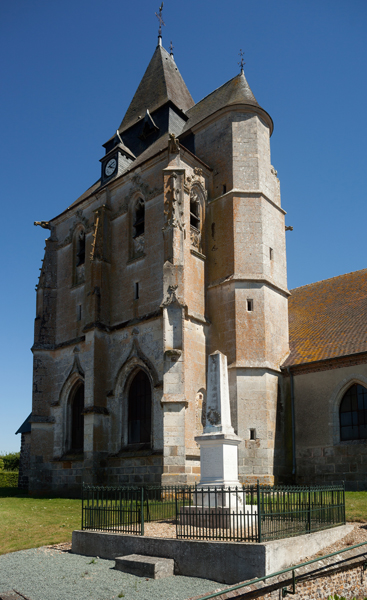
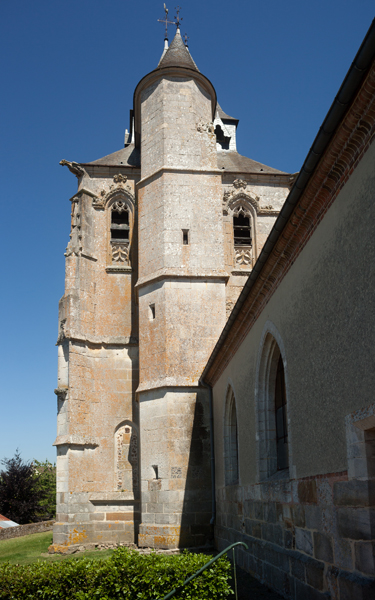
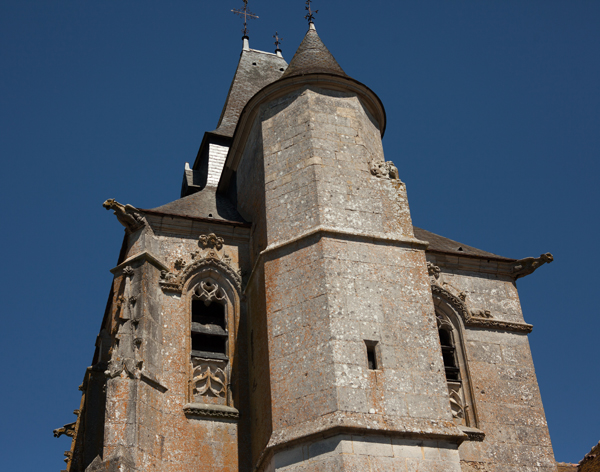

Le dolmen dit de Rugles
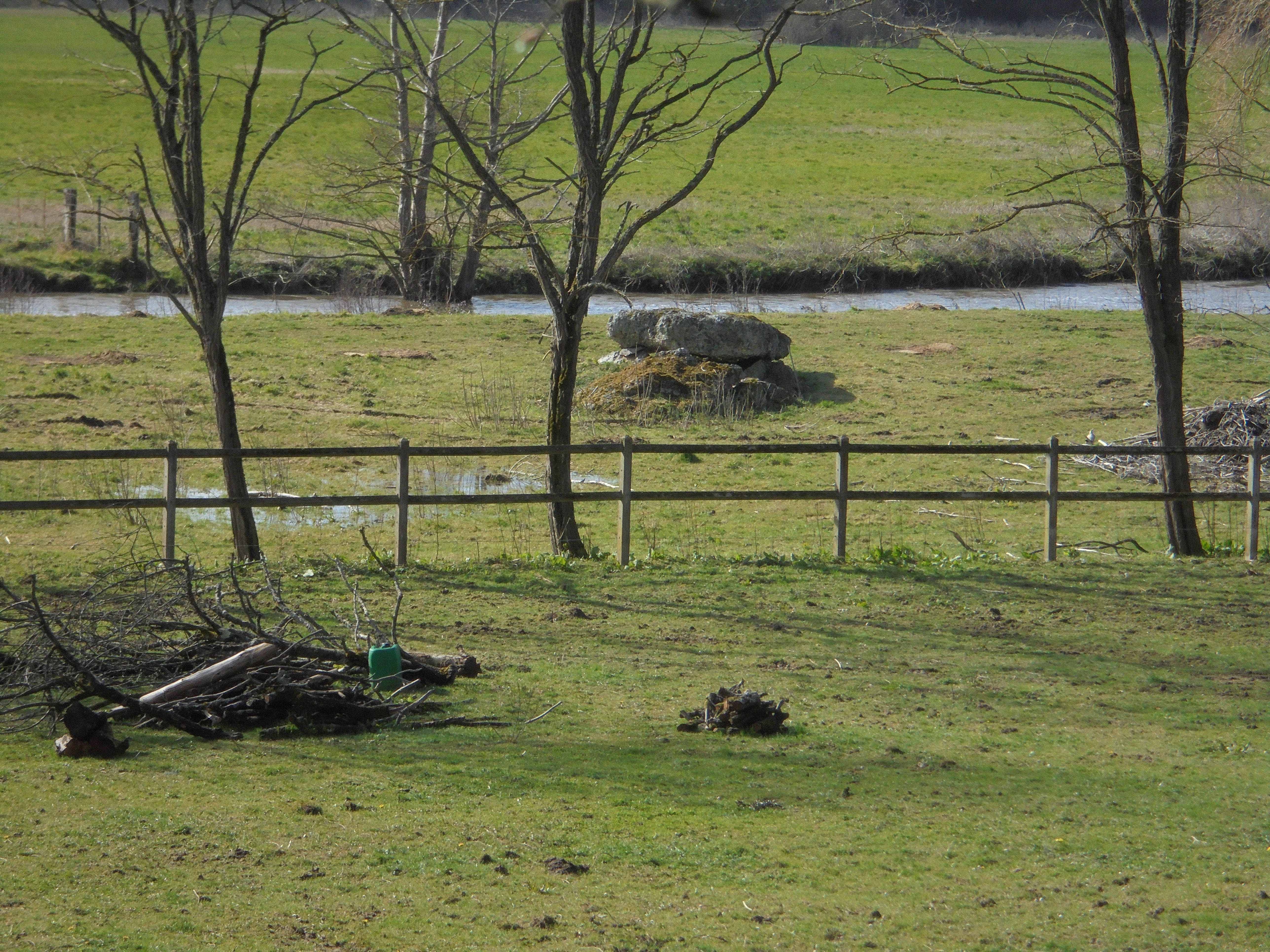
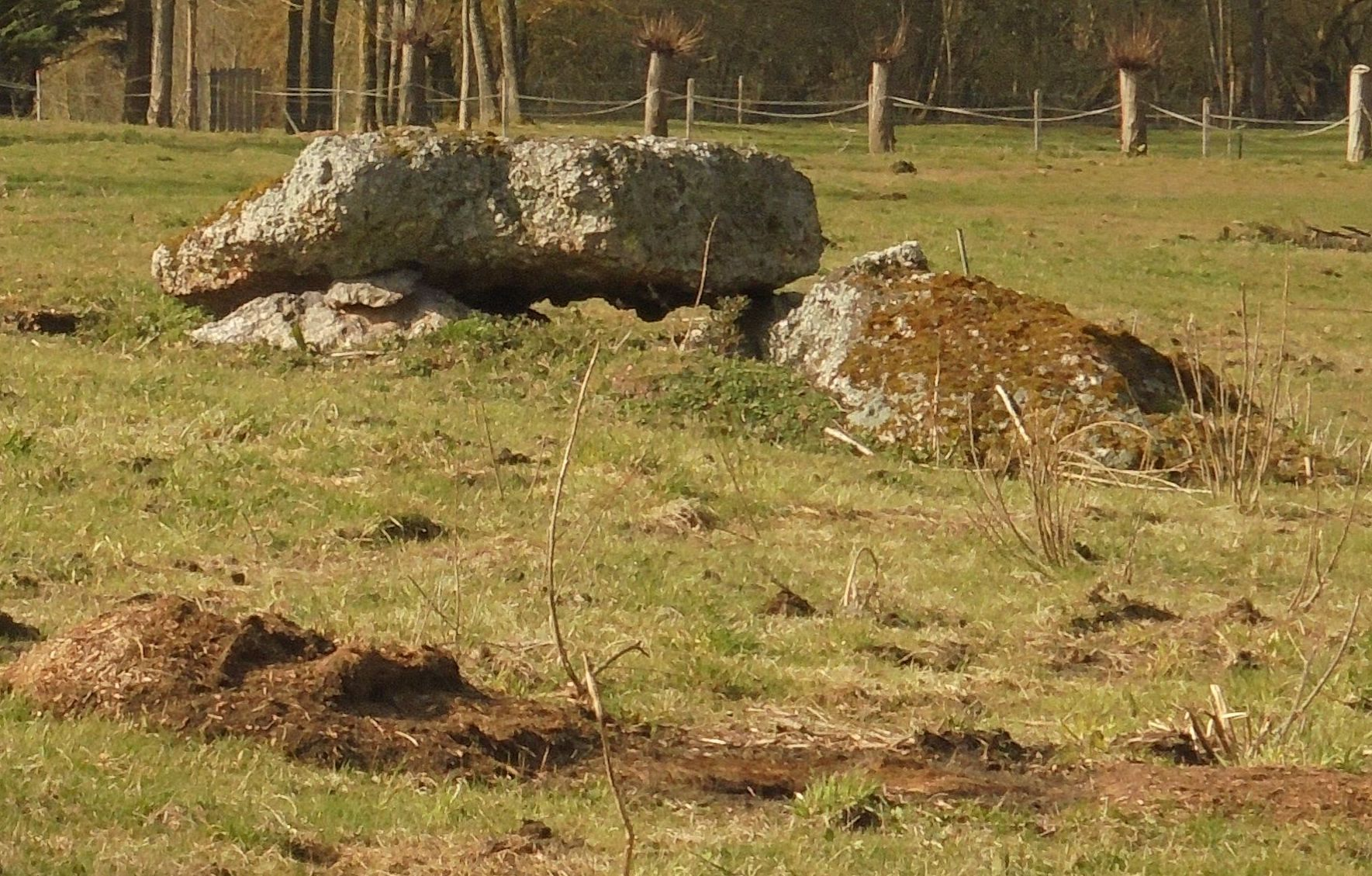